# Motu Matu'u
Motu Matu'u (nacido en Wellington el 30 de abril de 1987) es un jugador de rugby, que juega de hooker para la selección de rugby de Samoa, para los Hurricanes en el Super Rugby y los Wellington Lions en la ITM Cup. 
Acudió al Rongotai College en Wellington, donde también se formó Ma'a Nonu.
Su debut con la selección de Samoa se produjo en un partido contra los Estados Unidos en el Avaya Stadium de San José el 18 de julio de 2015, durante la Pacific Nations Cup 2015.
Seleccionado para la Copa del Mundo de Rugby de 2015, anotó su único ensayo hasta la fecha con la selección nacional en la derrota de su equipo frente a Escocia 33-36.